# Watterson Park
Watterson Park – miasto w Stanach Zjednoczonych, w stanie Kentucky, w hrabstwie Jefferson.